# デビッド・ベルクヘーデン
デビッド・ベルクヘーデン（David Bielkheden、1979年6月6日 - ）は、スウェーデンの男性総合格闘家。ストックホルム県ストックホルム出身。ブラジリアン・トップチーム・スウェーデン所属。ブラジリアン柔術黒帯。現Superior Challengeウェルター級王者。

## 来歴
2004年7月16日、初の日本での試合となった修斗で桜井隆多と対戦し、判定負け。このときはダービット・ビエルクヘイデンと表記されていた。
2005年3月12日、地元ストックホルムで開催された修斗に出場。初代修斗欧州ライトヘビー級（-83kg）王座決定戦でパトリック・ヴァレーと対戦し、腕ひしぎ十字固めで一本勝ちを収め王座獲得に成功した。4月23日、修斗で山下志功と対戦し、判定負け。
2006年11月5日、PRIDE初参戦となったPRIDE 武士道 -其の十三-で石田光洋と対戦し、判定負け。
2008年3月1日、UFC初参戦となったUFC 82でディエゴ・サンチェスと対戦し、マウントパンチでギブアップ負け。10月18日のUFC 89ではジェス・リアウディンに判定で勝利した。

### Superior Challenge
2010年10月29日、Superior Challengeウェルター級王座決定戦でダニエル・アカーシオと対戦し、1-2の判定負けを喫し王座獲得に失敗した。
2017年4月1日、Superior Challengeウェルター級王座決定戦でモルテン・ジュルサーと対戦し、3-0の判定勝ちを収め王座獲得に成功した。

## 戦績
| 総合格闘技 戦績 | 総合格闘技 戦績 | 総合格闘技 戦績 | 総合格闘技 戦績 | 総合格闘技 戦績 | 総合格闘技 戦績 | 総合格闘技 戦績 |
| --------------- | --------------- | --------------- | --------------- | --------------- | --------------- | --------------- |
| 37 試合         | (T)KO           | 一本            | 判定            | その他          | 引き分け        | 無効試合        |
| 25 勝           | 10              | 6               | 9               | 0               | 0               | 0               |
| 12 敗           | 0               | 3               | 8               | 1               | 0               | 0               |

| 勝敗 | 対戦相手                   | 試合結果                             | 大会名                                                            | 開催年月日     |
| ○    | アントン・ラドマン         | 1R 4:20 TKO（パンチ連打）            | Superior Challenge 16: Stockholm 【SCウェルター級タイトルマッチ】 | 2017年12月2日  |
| ○    | モルテン・ジュルサー       | 5分3R終了 判定3-0                    | Superior Challenge 15: Stockholm 【SCウェルター級王座決定戦】     | 2017年4月1日   |
| ○    | ルイス・ハモス             | 3R 2:13 TKO（パンチ連打）            | Superior Challenge 14: Stockholm                                  | 2016年10月8日  |
| ○    | アドリアン・グレク         | 1R TKO（パンチ連打）                 | Scandinavian Fight Nights 1 【SFNウェルター級王座決定戦】         | 2016年6月4日   |
| ○    | コーディ・マッケンジー     | 5分3R終了 判定3-0                    | Superior Challenge 12: Malmo 2                                    | 2015年5月16日  |
| ○    | フローラン・ベトランガル   | 2R 4:59 膝十字固め                   | Superior Challenge 11: Sodertalje                                 | 2014年11月29日 |
| ○    | ベサム・ヨウセフ           | 5分3R終了 判定3-0                    | Superior Challenge 10: Helsingborg                                | 2014年5月3日   |
| ○    | ディエゴ・ゴンザレス       | 5分3R終了 判定3-0                    | Golden Ring: Wallberg vs. Prazak                                  | 2013年6月14日  |
| ×    | マーカス・デイヴィス       | 5分3R終了 判定                       | Superior Challenge 8: Malmo                                       | 2012年10月6日  |
| ×    | カハル・ペンドレッド       | 5分3R終了 判定0-3                    | Cage Warriors 47                                                  | 2012年6月2日   |
| ○    | エドガー・ダヤン           | 1R 1:19 TKO（パンチ連打）            | MMA Against Dengue 2                                              | 2012年3月4日   |
| ×    | フラビオ・アルバロ         | 5分3R終了 判定1-2                    | MMA Against Dengue                                                | 2011年11月27日 |
| ×    | ダニエル・アカーシオ       | 5分3R終了 失格                       | Superior Challenge 6: Lion's Den 【SCウェルター級王座決定戦】     | 2010年10月29日 |
| ×    | トミー・デュプレ           | 1R 0:36 ギロチンチョーク             | United Glory 12 【MMAワールドシリーズ 1回戦】                     | 2010年10月16日 |
| ○    | モーセ・キャマナフ         | 2R 1:57 TKO（パンチ連打）            | M-1 Selection 2010: Western Europe Round 3                        | 2010年5月29日  |
| ○    | ヴィレ・ラサネン           | 1R 3:06 TKO（パンチ連打）            | Shooto Finland: Helsinki Fight Night                              | 2009年11月28日 |
| ○    | ウフク・イスグサラー       | 5分3R終了 判定3-0                    | Upcoming Glory 5                                                  | 2009年6月27日  |
| ×    | マーク・ボーチェック       | 1R 4:57 チョークスリーパー           | UFC 97: Redemption                                                | 2009年4月18日  |
| ○    | ジェス・リアウディン       | 5分3R終了 判定3-0                    | UFC 89: Bisping vs. Leben                                         | 2008年10月18日 |
| ×    | ディエゴ・サンチェス       | 1R 4:43 ギブアップ（マウントパンチ） | UFC 82: Pride of a Champion                                       | 2008年3月1日   |
| ○    | ニコラ・マティック         | 1R TKO                               | Lord of the Ring: Schilt vs. Guelmino                             | 2008年1月12日  |
| ○    | ルボルミール・ルメノフ     | 5分2R終了 判定3-0                    | FinnFight 9                                                       | 2007年12月15日 |
| ×    | 石田光洋                   | 2R（10分/5分）終了 判定0-3           | PRIDE 武士道 -其の十三-                                           | 2006年11月5日  |
| ×    | フィル・ノーマン           | 5分3R終了 判定0-3                    | Cage Rage 17: Ultimate Challenge                                  | 2006年7月1日   |
| ○    | スティーブ・ダウソン       | 1R 0:50 KO（パウンド）               | Cage Warriors: Strike Force 5                                     | 2006年3月25日  |
| ○    | ヨセニルド・ラマルホ       | 1R 4:52 チョークスリーパー           | Cage Warriors: Strike Force 3                                     | 2005年10月1日  |
| ×    | 山下志功                   | 5分3R終了 判定0-2                    | 修斗 in 福岡 玄海沖地震被災地チャリティイベント                   | 2005年4月23日  |
| ○    | パトリック・ヴァレー       | 1R 3:30 腕ひしぎ十字固め             | Shooto Sweden: Second Impact 【修斗欧州ライトヘビー級王座決定戦】 | 2005年3月12日  |
| ○    | トム・ハードック           | 1R 1:42 KO                           | Fight Night 2                                                     | 2004年10月30日 |
| ○    | ヴァルダス・ポセビチュス   | 5分2R終了 判定3-0                    | Shooto Sweden: Initial Collision                                  | 2004年10月3日  |
| ×    | 桜井隆多                   | 5分3R終了 判定0-3                    | 修斗                                                              | 2004年7月16日  |
| ○    | シギタス・アンタナビュチス | 1R 1:57 TKO（マウントパンチ）        | Shooto Finland: Capital Punishment 2                              | 2004年4月5日   |
| ○    | チャールズ・マッカーシー   | 1R 3:33 TKO（パウンド）              | Absolute Fighting Championships 7                                 | 2004年2月27日  |
| ○    | キモ・ナークセ             | 1R 1:58 ギブアップ                   | FinnFight 7                                                       | 2003年11月1日  |
| ○    | ヨニ・カイロネン           | 5分2R終了 判定3-0                    | Shooto Finland: Capital Punishment                                | 2003年9月15日  |
| ○    | カイ・リンタコープ         | 1R 1:45 TKO（パウンド）              | Shooto Finland: Cold War                                          | 2003年2月22日  |
| ×    | アルベン・ラフティ         | 判定                                 | FinnFight 5                                                       | 2001年11月24日 |

## 獲得タイトル
- 初代修斗欧州ライトヘビー級王座（2005年）
- SFNウェルター級王座（2016年）
- 第2代Superior Challengeウェルター級王座（2017年）